# Masuda, Shimane
Masuda (益田市 Masuda-shi) là một thành phố thuộc tỉnh Shimane, Nhật Bản.